# Саут-Томс-Рівер (Нью-Джерсі)
Саут-Томс-Рівер (англ. South Toms River) — місто (англ. borough) в США, в окрузі Оушен штату Нью-Джерсі. Населення — 3643 особи (2020).

## Географія
Саут-Томс-Рівер розташований за координатами 39°56′29″ пн. ш. 74°12′35″ зх. д. / 39.94139° пн. ш. 74.20972° зх. д. (39.941422, -74.209733).  За даними Бюро перепису населення США в 2010 році місто мало площу 3,18 км², з яких 3,03 км² — суходіл та 0,14 км² — водойми.

## Демографія
Згідно з переписом 2010 року, у селищі мешкали 3684 особи в 1098 домогосподарствах у складі 907 родин. Було 1160 помешкань
Расовий склад населення:
| - 67,6 % — білих - 19,3 % — чорних або афроамериканців - 0,6 % — корінних американців - 0,6 % — азіатів - 7,1 % — осіб інших рас |

До двох чи більше рас належало 4,8 %. Частка іспаномовних становила 19,5 % від усіх жителів.
За віковим діапазоном населення розподілялося таким чином: 28,1 % — особи молодші 18 років, 63,1 % — особи у віці 18—64 років, 8,8 % — особи у віці 65 років та старші. Медіана віку мешканця становила 34,0 року. На 100 осіб жіночої статі у селищі припадало 95,0 чоловіків;  на 100 жінок у віці від 18 років та старших — 90,8 чоловіків також старших 18 років.
Середній дохід на одне домашнє господарство  становив 68 178 доларів США (медіана — 66 250), а середній дохід на одну сім'ю — 71 502 долари (медіана — 68 357). Медіана доходів становила 43 438 доларів для чоловіків та 34 375 доларів для жінок. За межею бідності перебувало 13,7 % осіб, у тому числі 18,2 % дітей у віці до 18 років та 4,0 % осіб у віці 65 років та старших.
Цивільне працевлаштоване населення становило 1598 осіб. Основні галузі зайнятості: освіта, охорона здоров'я та соціальна допомога — 30,0 %, роздрібна торгівля — 21,2 %, будівництво — 10,1 %, транспорт — 7,5 %.